# Pikovnik
Pikovnik – wieś w Słowenii, w gminie Cerknica. W 2018 roku liczyła 12 mieszkańców.